# جون جوردن (كاتب)
جون جوردن (بالإنجليزية: June Jordan)‏‏ (9 يوليو 1936 في هارلم - 14 يونيو 2002 في بيركيلي، كاليفورنيا) شاعرة، ومقالاتية، وروائية، وكاتِبة من الولايات المتحدة.

## الجوائز
- جائزة لامدا الأدبية

## روابط خارجية
- جون جوردن على موقع الموسوعة البريطانية (الإنجليزية)
- جون جوردن على موقع ميوزك برينز (الإنجليزية)
- جون جوردن على موقع إن إن دي بي (الإنجليزية)
- جون جوردن على موقع ديسكوغز (الإنجليزية)